# Amy Aquino
Amy Aquino (Teaneck, 20 maart 1957) is een Amerikaans actrice en filmproducente. 

## Biografie
Aquino is in 1979 afgestudeerd in biologie aan de Harvard-universiteit in Cambridge (Massachusetts) om hierna verder te gaan leren voor actrice aan Yale School of Drama in New Haven (Connecticut) en haalde haar master in Fine Arts.
Aquino begon in 1987 met acteren voor televisie in de televisieserie Easy Street. Hierna heeft zij nog meerdere rollen gespeeld in televisieseries en films zoals Brooklyn Bridge (1991-1993), Boys on the Side (1995), Picket Fences (1995-1996), Judging Amy (1999-2000), Felicity (2000-2002), National Security (2003), Medical Examiners (2001-2004), Everybody Loves Raymond (2002-2005), ER (1995-2009), Brothers & Sisters (2009-2010) en Harry's Law (2011).
Aquino is ook actief in het theater, zo heeft zij opgetreden in het stuk Living Out in Los Angeles en Third in New York. Zij heeft eenmaal op Broadway opgetreden, van 1989 tot en met 1990 was zij understudy voor de rol van Susan Johnston in het toneelstuk The Heidi Chronicles
Aquino is in 1995 getrouwd.

## Filmografie

### Films
Uitgezonderd korte films.
- 2024 Juror #2 - als rechter Thelma Hollub
- 2022 The Grotto - als Arnel Platte
- 2018 Beautiful Boy - als Annie Goldblum
- 2016 Ctrl Alt Delete - als Mushira
- 2015 The Lazarus Effect - als presidente Dailey
- 2013 In Security – als moeder van Lena
- 2013 Divorce: A Love Story - als ??
- 2010 Deal O'Neal – als Marie O'Neal
- 2009 In My Sleep – als detective Curwen
- 2009 Prison Break: The Final Break – als bewaakster Alice Simms
- 2005 A Lot Like Love – als Diane Martin
- 2004 In Good Company – als Alicia
- 2004 Woman Thou Art Loosed – als mevr. Rodgers
- 2003 The Singing Detective – als verpleegster Nozhki
- 2003 National Security – als raadslid
- 2002 White Oleander – als mevr. Martinez
- 2002 Undisputed – als Darlene Early
- 1995 My Brother's Keeper – als Terry
- 1995 Boys on the Side – als Anna
- 1994 Once in a Lifetime – als Barbara
- 1994 Betrayal of Trust – als Jeannie Hilliard
- 1993 Jack Reed: Badge of Honor – als Sharon Hilliard
- 1993 A Place to Be Loved – als Debby Hunter
- 1992 Alan & Naomi – als Ruth Silverman
- 1991 False Arrest – als Cathy
- 1991 The Last to Go – als Ginny
- 1990 Descending Angel – als Catherine
- 1988 Working Girl – als secretaresse van Tess
- 1987 Moonstruck – als Bonnie

### Televisieseries
Uitgezonderd eenmalige gastrollen.
- 2014 - 2021 Bosch - als Grace Billets - 68 afl.
- 2020 - 2021 The Good Fight - als Stella Corben - 2 afl.
- 2021 - The Falcon and the Winter Soldier - als dr. Raynor - 3 afl.
- 2013 - 2014 Being Human - als Donna Gilchrist - 9 afl.
- 2013 The Mentalist - als rechter Patricia Davis - 2 afl.
- 2012 The Finder - als Cristina Farrel - 4 afl.
- 2011 Harry's Law – als rechter Marylin Coulis – 5 afl.
- 2010 Big Love – als Leslie Usher – 2 afl.
- 2009 – 2010 Brothers & Sisters – als dr. Joan Avadon – 5 afl.
- 2009 Prison Break – als bewaakster Alice Simms – 2 afl.
- 1995 – 2009 ER – als dr. Janet Coburn – 26 afl.
- 2006 – 2008 CSI: Crime Scene Investigation – als Valerie Nichols – 2 afl.
- 2006 Heist – als kapitein – 3 afl.
- 2002 – 2005 Everybody Loves Raymond – als Peggy – 4 afl.
- 2001 – 2004 Medical Examiners – als rechercheur Lois Carver – 8 afl.
- 2002 Curb Your Enthusiasm – als Susan Braudy – 2 afl.
- 2000 – 2002 Felicity – als dr. Toni Pavone – 10 afl.
- 1999 – 2000 Action – als Connie Hunt – 2 afl.
- 1999 – 2000 Judging Amy – als rechter Greta Anastassio – 2 afl.
- 1999 Zoe, Duncan, Jack & Jane – als mrs. Milch – 2 afl.
- 1995 – 1996 Picket Fences – als dr. Joanna Diamond – 12 afl.
- 1994 – 1995 Madman of the People – als Sasha Danziger – 16 afl.
- 1991 – 1993 Brooklyn Bridge – als Phyllis Berger Silver – 32 afl.
- 1989 One of the Boys – als Bernice DeSalvo – 6 afl.

### Filmproducente
- 2020 Platonic - televisieserie - 10 afl.

- International Standard Name Identifier: 0000 0004 0967 6752
- Library of Congress Control Number: no2009016939
- Virtual International Authority File: 303437401
- WorldCat: E39PBJdGHkHF3cC6hRypxyYMfq